# 시장도매인
시장도매인(市場都賣人)은 농수산물유통 및 가격안정에 관한 법률 제36조 또는 제48조의 규정에 의하여 농수산물도매시장 또는 민영농수산물도매시장의 개설자로부터 지정을 받고 농수산물을 매수 또는 위탁을 받아 도매하거나 매매를 중개하는 영업을 하는 법인이다.

## 같이 보기
- 한국시장도매인연합회